# Munttoren

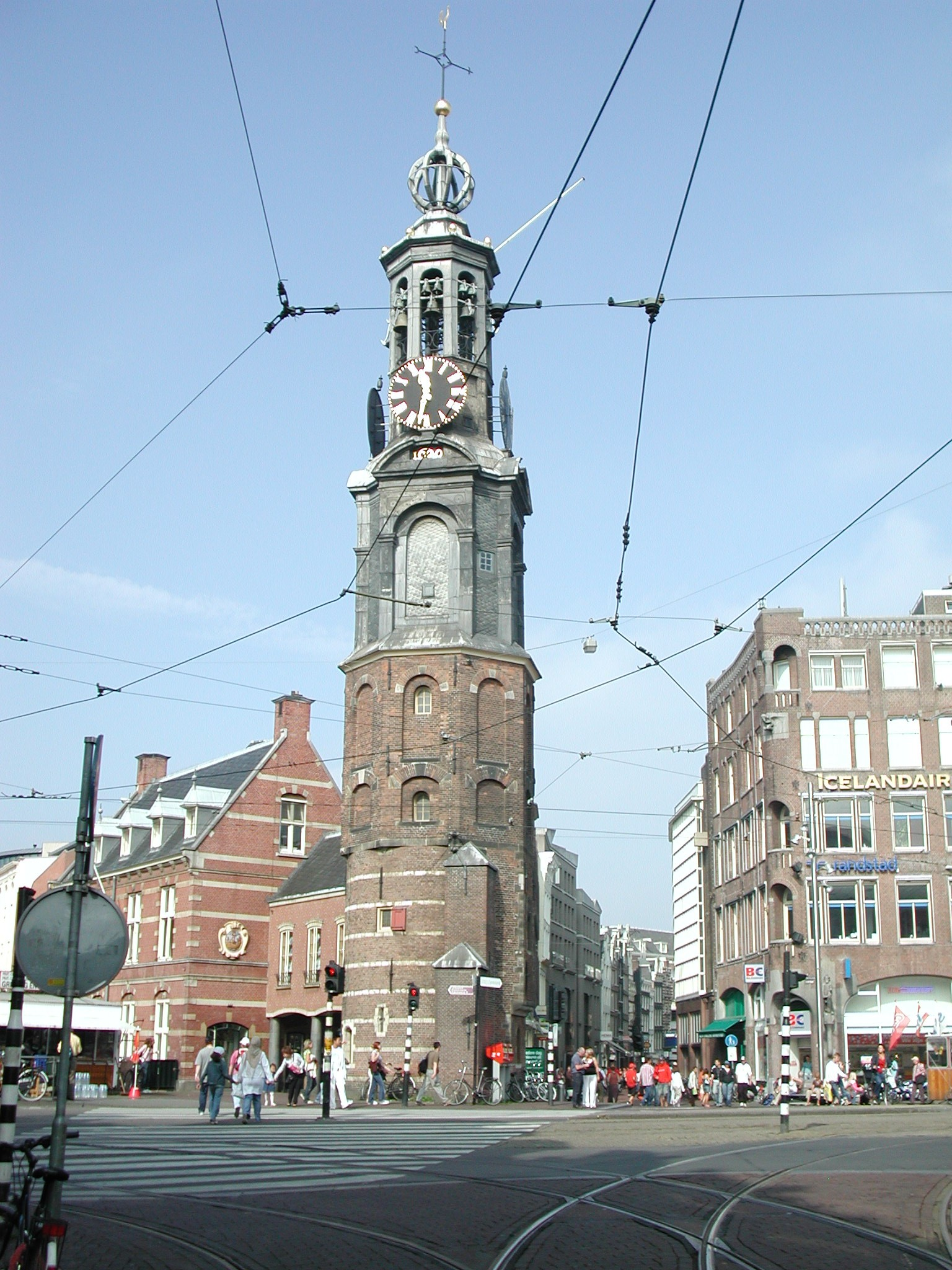
Munttoren widziane od strony Reguliersbreestraat w 2005

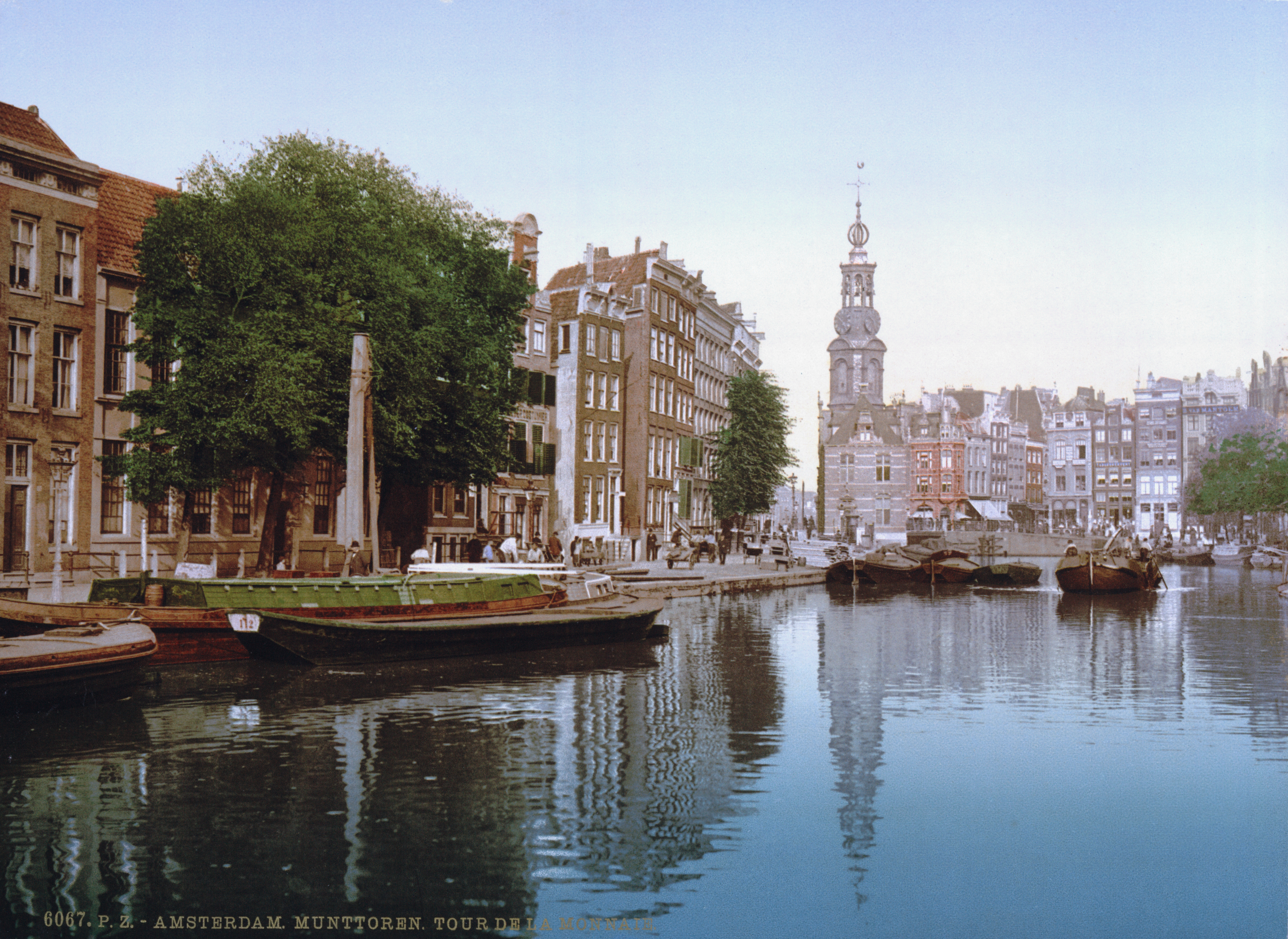
Munttoren widziane z rzeki Amstel w 1900

Munttoren ("wieża monetarna") albo Munt wieża, pozostałość po średniowiecznych murach w Amsterdamie. Położona jest przy placu o nazwie Muntplein, obok miejsca, gdzie rzeka Amstel i kanał Singel spotykają się.
Dolna część Munttoren wygląda jak typowa wieża obronna ze średniowiecznych murów i stanowiła niegdyś część bramy miejskiej (Regulierspoort) w murach Amsterdamu. Zbudowano ją w latach 1480–1487, a składała się z dwóch wież i mieszkania strażnika.
Górna część Munttoren pochodzi z innej już epoki i przypomina wieżę kościoła z XVII wieku. Nadbudował ją Henryk de Keyser w roku 1619. Umieszczono w niej wielki czterotarczowy zegar, pod którym widnieje data 1620.
Nazwa wieży pochodzi z roku 1673, kiedy to podczas francuskiej okupacji nie można było bezpiecznie przewozić złota do Dordrechtu i Enkhuizen na krótko ulokowano w niej mennicę miejską. Po wojnie mennica wróciła do Dordrechtu, ale nazwa pozostała. W roku 1699 dodano zegar z kurantami, zaprojektowany przez Francois Hemony.
Wartownia nie ma oryginalnego średniowiecznego pochodzenia, ale jest XIX-wieczną fantazją. Oryginalny dom strażnika, który przetrwał bez szwanku pożar z 1618 roku, został zastąpiony nowym budynku w latach 1885-1887 w stylu neorenesansu. Tunel został dodany do budynku w okresie 1938-1939 aktualizacji.